# Ынтымак (партия)
Ынтымак (кирг. Ынтымак; букв. «Солидарность») — социал-консервативная партия Кыргызстана, основанная в 2012 году. Возглавляет её Марлен Маматалиев.
По результатам парламентских выборов 2021 года партия получила 9 мест в Жогорку Кенеше и стала третьей по величине партией в киргизском парламенте.   
На выборах 28 ноября 2021 году партия «Ынтымак» получила 10,99 % голосов и получила 9 мандатов в VII созыве Жогорку Кенеш. 
Список депутатов от партии: 
1. Маматалиев Марлен Абдырахманович
2. Тулобаев Балбак Зарлыкович
3. Тентишев Бакыт Эркинович
4. Сыдыков Мурадил Жанышбекович
5. Мамытов Талант Турдумаматович
6. Мажитова Шарапаткан
7. Лурова Лейла Хияновна
8. Кокулов Эрулан Калчороевич
9. Исатбек кызы Аида

## Результаты выборов
| Год  | Количество голосов | %     | Мест |
| ---- | ------------------ | ----- | ---- |
| 2021 | 142 267            | 10,99 | 9/90 |